# Sergej Mikajeljan
Sergej Mikajeljan (armenisch Սերգեյ Միքայելյան; englisch Sergey Mikayelyan; * 27. April 1992 in Gorno-Altaisk, Republik Gorny Altai, Russland) ist ein ehemaliger armenischer Skilangläufer.

## Werdegang
Mikajeljan nahm von 2009 bis 2017 an Wettbewerben der Fédération Internationale de Ski teil. Bei den nordischen Skiweltmeisterschaften 2009 in Liberec belegte er den 105. Platz im Sprint. Den 70. Rang über 15 km Freistil erreichte er bei den Olympischen Winterspielen 2010 in Vancouver. Bei den nordischen Skiweltmeisterschaften 2011 in Oslo kam er auf den 91. Platz im Sprint und auf den 56. Platz über 15 km klassisch. Sein erstes von insgesamt 21 Weltcuprennen lief er im Dezember 2012 bei der Nordic Opening in Kuusamo. Seine beste Platzierung bei den nordischen Skiweltmeisterschaften 2013 im Val di Fiemme war der 55. Rang über 15 km Freistil. Bei den Olympischen Winterspielen 2014 in Sotschi erreichte er den 46. Platz über 15 km klassisch und den 45. Rang im 30-km-Skiathlon. Seine einzigen Weltcuppunkte holte er im Januar 2015 in Rybinsk mit dem 20. Platz über 15 km Freistil. Bei den nordischen Skiweltmeisterschaften 2015 in Falun belegte er den 67. Platz über 15 km Freistil, den 60. Rang im Sprint und den 45. Platz im Skiathlon. Nach Platz 51 bei der Weltcup-Minitour in Lillehammer zu Beginn der Saison 2016/17, holte er bei der Winter-Universiade 2017 in Almaty die Bronzemedaille in der Verfolgung. Bei den nordischen Skiweltmeisterschaften 2017 in Lahti kam er auf den 52. Platz über 15 km klassisch, auf den 41. Rang im 50-km-Massenstartrennen und auf den 29. Platz im Skiathlon.